# Francesco Moricotti
Francesco Moricotti (Vicopisano, 1320/1330 – Assisi, 6 febbraio 1394) è stato un cardinale e arcivescovo cattolico italiano.

## Biografia
Nato da una nobile famiglia vicarese, canonico della cattedrale dal 1355, venne eletto arcivescovo di Pisa nel 1362 da papa Urbano V. Il 18 settembre 1378 Urbano VI, suo zio da parte di madre, lo promosse cardinale con il titolo di Sant'Eusebio. Cinque anni più tardi, nel 1383, fu nominato vescovo di Palestrina e vice-cancelliere di Santa Romana Chiesa. Favorì la fondazione della Certosa di Pisa a Calci, eretta grazie alle disposizioni testamentarie dettate nel 1366 da Pietro Mirante.
Morì ad Assisi il 6 febbraio 1394. Il suo corpo fu traslato a Pisa e sepolto nella Primaziale.
Il monumento funebre, di Nino Pisano e aiuti, è dal 1986 conservato nella sala 9 del Museo dell'Opera del Duomo di Pisa insieme a quello dello zio Giovanni Scarlatti.

## Successione apostolica
La successione apostolica è:
- Arcivescovo Giacomo Petri, O.P. (1373)
- Papa Bonifacio IX (1389)